# Нижняя ванна
Нижняя ванна («Кавалерская мыльня») — памятник архитектуры. Расположен в Пушкине, в регулярной части Екатерининского парка.
Здание расположено неподалёку от Верхней ванны, построено также по проекту И. В. Неелова, в 1778—1779 годах. Верхняя ванна предназначалась для царской семьи, Нижняя — для придворных (с этой целью здание использовали вплоть до 1917 года). В здании объединены традиции римских терм и традиционной русской бани. В нём десять комнат, сгруппированных вокруг центрального круглого зала с круглой же ванной, вмещающей 1200 вёдер прохладной воды: помещения русской парной и раздевальни соответствуют банным чертам, наличие предбанника (аподитерия), центрального зала (фригидария) и ванных комнат (тепидарий) соответствует римским идеям. Шесть помещений круглые, четыре — прямоугольные в плане.
Из двух водогрейных комнат, у которых были сделаны свои входы, вода по трубам шла в баню и ванные комнаты. В большую ванную вода поступала через «медные высеребренные краны», вообще ванны были сделаны из «самого чистого олова» (позднее некоторые из ванн заменили на гранитные чаши с кранами, оформленными в виде лебединых голов). Гидравлика здания сделана по проекту и под надзором Ф. В. Бауэра, нагревательные котлы, парильня и ванные комнаты мыльни снабжались самотёком по Таицкому водопроводу. Печи и камины топили берёзой, в парной для пара и поддержания температуры использовались 200 чугунных ядер диаметром 2,5 вершка.
У здания нет главного фасада, оно одинаково выглядит как со стороны дворца, так и с противоположной стороны. Стены центрального помещения выше, чем стены боковых, за счёт этого образован световой барабан, увенчанный куполом. И на барабане, и на прочих стенах высоко над землёй сделаны круглые окна; вокруг, также во избежание любопытных взоров, были высажены деревья и кустарник, скрывающие здание.
Реставрация незначительно повреждённого в Великую Отечественную войну здания состоялась в 1944—1945 годах.
Оригинальная внутренняя отделка не сохранилась. По описаниям известно, что в помещениях была роспись на стенах и плафонах, в центральном зале и раздевалке были мраморные камины, в центральном зале была медная лужёная ванная, ограждённая балюстрадой. Мебель в раздевалках была сделана из карельской березы и красного дерева, баня была обшита липой, ушата в ней были обхвачены медными обручами. После революции павильон не использовался для экспозиций, соответствующая реставрация началась в 1980-х годах, завершилась в 2010 году, открытие павильона для публики состоялось 5 июля 2011 года. В павильоне открыта экспозиция «Кавалерская мыльня XXI века», название которой отражает особенность реставрации на основании неполных материалов и использование медийных спецэффектов для придания достоверной, по мнению реставраторов, атмосферы. В современной выставке произведено деление на женскую, мужскую и детскую ванную комнату, хотя исторически мужчины и женщины использовали мыльню в разные дни. Звуковые спецэффекты созданы студентами Санкт-Петербургского государственного университета кино и телевидения под руководством Ю. А. Кубицкого, проектирование и реставрацию выполняла ООО «ВИПСТРОЙ».